# MSC Pamela
MSC Pamela je kontejnerski brod kojeg je 2005. godine izgradilo južnokorejsko brodogradilište Samsung Heavy Industries. Brod je u vlasništvu napuljske tvtke Compania Naviera Pamela S.A. dok ga koristi međunarodna brodarska kompanija Mediterranean Shipping Company a plovi pod panamskom zastavom.
U trenutku kada je izgrađen, MSC Pamela je stvorio novi svjetski rekord po broju kontejnera koje može prevoziti. Pokreće ga jedan dizelski motor snage 68.520 kW koji ima dnevnu potrošnju od 248 tona goriva.
Budući da je prevelik za Panamski kanal, brod se uglavnom koristi za trgovačke rute između Europe i Dalekog istoka.

## Vanjske poveznice
- Vessel Tracker.com
- Fleetmon.com